# Yoshitaka Kageyama
Yoshitaka Kageyama (født 31. marts 1978) er en tidligere japansk fodboldspiller.
Han har spillet for flere forskellige klubber i sin karriere, herunder Ventforet Kofu.